# PGA Kampioenschap (Spanje)
Het PGA Kampioenschap in Spanje is een jaarlijks toernooi voor golfprofessionals die lid zijn van de Spaanse PGA. Deze werd pas in 1972 opgericht, het kampioenschap werd daarvoor door de Spaanse Golf Federatie (Real Federación Española de Golf) georganiseerd. 
Tijdens de eerste ronde van het kampioenschap op de Club Murcia in 2009 vestigde de Spaanse speler Sebastian Garcia Grout een Europees record door een score van 58 (-13) binnen te brengen.  

## Heren
| - 1950: Marcelino Morcillo - 1953: Ángel Miguel - 1954: Ángel Miguel - 1955: Ángel Miguel - 1957: Ángel Miguel - 1963: Ángel Miguel - 1965: Ángel Miguel | - 1969: Antonio Garrido - 1972: Manuel Piñero - 1973: Manuel Piñero - 1975: Antonio Garrido - 1979: Antonio Garrido - 1980: Antonio Garrido - 1981: Antonio Garrido | - 1983: Manuel Piñero - 1984: Manuel Piñero - 1985: Severiano Ballesteros - 1987: Miguel Ángel Martín - 1989: Manuel Piñero - 2002: Miguel Ángel Jiménez - 2006: Miguel Ángel Jiménez |

## Senioren
- 1995: Antonio Garrido
- 1996: Antonio Garrido
- 1997: Antonio Garrido

## Dames
- 2011:  Emma Cabrera Bello